# Trận bóng thế kỷ
Trận bán kết của FIFA World Cup 1970 giữa Ý và Tây Đức được gọi là Trận cầu thế kỷ  (tiếng Tây Ban Nha: Partido del Siglo; tiếng Ý: Partita del secolo; tiếng Đức: Jahrhundertspiel). Trận đấu diễn ra vào ngày 17 tháng 6 năm 1970 tại Sân vận động Azteca ở Thành phố Mexico. Đội tuyển Ý giành chiến thắng chung cuộc 4–3 sau hai hiệp phụ, trận đấu đã lập kỷ lục về số bàn thắng được ghi trong hiệp phụ tại một trận đấu thuộc khuôn khổ World Cup với 5 bàn thắng được ghi. Với chiến thắng trước Tây Đức, Ý đã có lần thứ ba lọt vào trận chung kết World Cup nhưng đã thất bại trước Brasil.

## Diễn biến
Ý dẫn trước 1–0 trong phần lớn thời gian của trận đấu, sau khi Roberto Boninsegna ghi bàn ở phút thứ 8. Hậu vệ Franz Beckenbauer của Tây Đức bị trật khớp vai sau khi bị phạm lỗi, nhưng vẫn ở trên sân với cánh tay bị trật trong một chiếc địu, vì đội tuyển Tây Đức đã sử dụng hết quyền thay người.
Hậu vệ Karl-Heinz Schnellinger gỡ hòa cho Tây Đức ở phút bù giờ thứ hai. Bình luận viên người Đức Ernst Huberty đã thốt lên nổi tiếng "Schnellinger, của tất cả mọi người!" (trong tiếng Đức: "Schnellinger! Ausgerechnet Schnellinger!"), kể từ khi Schnellinger chơi ở giải bóng đá chuyên nghiệp của Ý, Serie A, tại AC Milan (nơi anh ấy chưa bao giờ ghi bàn). Đó cũng là bàn thắng đầu tiên và duy nhất của anh trong tổng số 47 trận đấu cho đội tuyển quốc gia Tây Đức. Kết thúc thời gian thi đấu, tỷ số trận đấu là 1–1, hai đội buộc phải bước vào hiệp phụ. Nếu trận đấu vẫn hòa sau hiệp phụ, thì sẽ có nhiều lá thăm được rút ra để quyết định đội nào sẽ đi tiếp vào trận chung kết.
Gerd Müller đưa Tây Đức vượt lên dẫn trước ở phút thứ 94 sau một sai lầm phòng ngự của Fabrizio Poletti, người vừa vào sân thay người, nhưng Tarcisio Burgnich đã gỡ hòa chỉ bốn phút sau đó, kế đến tiền đạo Luigi Riva đưa người Ý vượt lên dẫn trước. Chưa dừng lại ở đó, Müller cũng lập một cú đúp, lần này là một cú đánh đầu, giúp Tây Đức gỡ hòa 3–3. Tuy nhiên, khi chương trình truyền hình trực tiếp vẫn chiếu lại bàn thắng của Müller, tiền vệ người Ý Gianni Rivera đã ghi bàn thắng ấn định chiến thắng ở phút 111. Bị bỏ ngỏ gần vòng cấm, Rivera đã nhận bóng từ đường chuyền hoàn hảo của Boninsegna và tung cú dứt điểm quyết định, mang về chiến thắng cho Ý với tỷ số 4–3.

## Chi tiết trận đấu
| Ý                                                      | 4–3 (s.h.p.) | Tây Đức                               |
| ------------------------------------------------------ | ------------ | ------------------------------------- |
| Boninsegna 8' · Burgnich 98' · Riva 104' · Rivera 111' | Chi tiết     | Schnellinger 90+2' · Müller 94', 110' |

| Ý | Tây Đức |

| TM                   | 1  | Enrico Albertosi       | 73'  |     |
| HV                   | 2  | Tarcisio Burgnich      |      |     |
| HV                   | 3  | Giacinto Facchetti (c) |      |     |
| HV                   | 5  | Pierluigi Cera         |      |     |
| HV                   | 8  | Roberto Rosato         | 38'  | 91' |
| TV                   | 10 | Mario Bertini          |      |     |
| TV                   | 15 | Sandro Mazzola         |      | 46' |
| TV                   | 16 | Giancarlo De Sisti     | 103' |     |
| TĐ                   | 13 | Angelo Domenghini      | 114' |     |
| TĐ                   | 20 | Roberto Boninsegna     |      |     |
| TĐ                   | 11 | Luigi Riva             |      |     |
| Substitutions:       |    |                        |      |     |
| TV                   | 14 | Gianni Rivera          |      | 46' |
| HV                   | 4  | Fabrizio Poletti       |      | 91' |
| Huấn luyện viên:     |    |                        |      |     |
| Ferruccio Valcareggi |    |                        |      |     |

| TM               | 1  | Sepp Maier              |     |                 |
| HV               | 7  | Berti Vogts             |     |                 |
| HV               | 15 | Karl-Heinz Schnellinger |     |                 |
| HV               | 5  | Willi Schulz            |     |                 |
| HV               | 3  | Bernd Patzke            |     | Bản mẫu:Sub off |
| TV               | 4  | Franz Beckenbauer       |     |                 |
| TV               | 12 | Wolfgang Overath        | 53' |                 |
| TĐ               | 20 | Jürgen Grabowski        |     |                 |
| TĐ               | 9  | Uwe Seeler (c)          |     |                 |
| TĐ               | 13 | Gerd Müller             | 66' |                 |
| TĐ               | 17 | Hannes Löhr             |     | 52'             |
| Substitutions:   |    |                         |     |                 |
| TV               | 14 | Reinhard Libuda         |     | 52'             |
| TV               | 10 | Sigfried Held           |     | 66'             |
| Huấn luyện viên: |    |                         |     |                 |
| Helmut Schön     |    |                         |     |                 |